# Tiempo histórico
El tiempo histórico es un término que puede referirse a distintos conceptos en el ámbito historiográfico y en psicología.

## Historiografía: el sujeto histórico y la causa en la historia
En historiografía el concepto se utiliza de distintas formas, entre muchas causas, por las diferentes concepciones de quién es el protagonista de la Historia (el sujeto histórico).
Para la interpretación providencialista, el tiempo histórico es un paréntesis en la eternidad, origen y destino del hombre.
Si el hombre es el verdadero protagonista de la historia, la escala temporal de la vida humana pasa a ser la decisiva, pero puede ser superada por la duración de las instituciones, que la superan.
La determinación de la causa de los hechos históricos puede reducirse a una explicación determinista y monocausal o hacerse más compleja (multicausal y relativista), lo que suele responder a un mayor grado de acercamiento a la realidad, aunque dificulta la construcción del modelo explicativo (y si se convierte en demasiado compleja termina siendo poco o nada útil -como lo sería un mapa que reprodujera a escala 1:1 el territorio cartografiado, con lo que coincidiría en extensión con él-). Está por ver si la complejidad de los sistemas históricos será reducible a cuantificación, como en última instancia es la pretensión de la historia cuantitativa, mediante herramientas interpretativas sofisticadas (futuros avances de la informática o la teoría del caos).
La terminología usual (sobre todo en la historia económica y social y para el estudio de las causas de revoluciones y revueltas) distingue causas lejanas, profundas o estructurales (las económicas y sociales) y causas próximas o desencadenantes (los fenómenos más evidentes, de naturaleza política, evenemencial o incluso azarosa). Otra terminología utiliza, con parecido sentido, los términos precondiciones y precipitantes.

### Los tres niveles de Fernand Braudel
Desde una concepción influida por el estructuralismo y el materialismo histórico, la escuela de los Annales y en especial Fernand Braudel construyeron una compleja articulación del concepto de tiempo histórico en su metodología de investigación y planteamiento de las conclusiones. Se considera un ejemplo clásico La Méditerranée et le Monde Méditerranéen a l'époque de Philippe II (El Mediterráneo y el Mundo Mediterráneo en la época de Felipe II). Habría tres niveles de tiempo histórico:
- la larga duración (o nivel de las estructuras cuya estabilidad es muy grande),
- la coyuntura (estadio intermedio, en que el cambio es perceptible), y
- el acontecimiento (considerado como la espuma de la historia)

### El ritmo del tiempo histórico
Si el ritmo temporal en la historia se acelera, o si fluye con continuidad o cíclicamente, ha sido propuesto de forma paralela al concepto de progreso. Comte y el positivismo imagina un progreso lineal, que Walt Whitman Rostow describe incluso como despegue (take off) hacia el crecimiento autosostenido, concepto desarrollista que encontró sus detractores en el movimiento ecologista y el neomalthusianismo del Club de Roma (propuesta de crecimiento cero -1970-, límites ecológicos, concepto de sostenibilidad o crecimiento sostenible) que tenía su precedente en Malthus (Ensayo sobre el principio de la población, 1798). La historia cíclica de avances y retrocesos en espiral fue imaginada por Giambattista Vico, y por Nietzsche en su teoría del eterno retorno, estudiada antropológicamente por Émile Durkheim y Mircea Eliade. Para algunos pueblos primitivos, es muy frecuente no plantearse la duración concreta del tiempo pasado más allá de unos pocos años, que pueden ser incluso menos que los que dura una vida humana. Todo lo que ocurre fuera de ello sería hace mucho tiempo, o en tiempo de los antepasados, que pasa a ser un tiempo mítico, ahistórico. Viven literalmente en un estado intemporal, sin historia, y no porque no dispongan de escritura (son culturas de transmisión oral, no históricas, que no fijan mediante la escritura la memoria de su pasado), sino porque el tiempo de los antepasados, su presente y su concepto de futuro tienen entre sí una relación completamente distinta al dinamismo propio de las sociedades complejas o civilización, de un modo similar a como el animismo supone estructuras de pensamiento completamente distintas a las de las religiones deístas (para las primeras no tienen tanto sentido lo que para estas últimas son términos consustanciales: creación, temporalidad, mortalidad o inmortalidad, fin de la historia, eternidad).
El pensamiento marxista suele utilizar la expresión acelerador de la historia (atribuida a Lenin) para referirse a las coyunturas revolucionarias, en que se intensifican los cambios históricos. Enrique Tierno matizaba la expresión diciendo, con la misma metáfora, que más que utilizar el acelerador (intensificar las contradicciones violentas) hay que usar el volante (reconducir los procesos de cambio en un sentido adecuado), al considerar que el sentido de la historia no está prefijado necesariamente, al contrario de lo que predice el determinismo. Walter Benjamin hizo algo semejante con otra expresión similar, en este caso del fundador del marxismo: Marx dice que las revoluciones son la locomotora de la historia mundial. Pero tal vez se trata de algo por completo diferente. Tal vez las revoluciones son el manotazo hacia el freno de emergencia que da el género humano que viaja en ese tren.

## La construcción psicológica del tiempo
Según la psicología evolutiva de Piaget la construcción del tiempo se hace a través de varias fases, que culminan en la adquisición del tiempo histórico, y que se suceden a lo largo de la infancia (tiempo personal entre 4 y 6 años; tiempo físico hasta los 9 años), la pre-pubertad (tiempo social hasta los 11 años), y la adolescencia (seriación causal y un adecuado concepto de la duración). Es en la infancia cuando hay una gran capacidad para el aprendizaje memorístico (como las listas de fechas y nombres), mientras que las nociones complejas del tiempo histórico exigen una mayor madurez intelectual (causalidad y cambio, multicausalidad, relaciones entre los hechos que superen la asociación simple y lineal, e incluyan relaciones complejas y dinámicas).

## El tiempo histórico en la didáctica de las ciencias sociales
La psicopedagogía y la didáctica específica de las ciencias sociales han desarrollado metodologías de aprendizaje de la historia a través de distintos procedimientos, que incluyen buena parte de estrategias para la representación y comprensión correcta del tiempo histórico:
- la memorización tradicional, desprestigiada (la famosa lista de los reyes godos) y vuelta a revalorizar;
- la localización y correcta denominación de días, semanas, meses, estaciones, años (las distintas eras y calendarios), siglos y milenios (y su ampliación, según el nivel educativo, a escalas de tiempo mayores y menores en ciencias de la naturaleza -del nanosegundo a la edad del universo, y su relación relativista con el espacio-);
- la determinación del orden correcto en una secuencia desordenada, o distintos procedimientos de asociación de fechas a conceptos, personajes, hechos o imágenes, o de cualquiera de estos entre sí (mediante las tradicionales flechas, o el arrastre del ratón en la pantalla del ordenador);
- la confección, análisis y comentario de distintos tipos de gráficos, solos o combinados entre sí o con otros recursos:

- mapa histórico
- línea de tiempo, similar a la recta numérica en matemáticas, con la que debe coordinarse (números positivos -años después de Cristo o de otras eras- y negativos -años antes de Cristo o de otras eras-), pero diferente por utilizar números ordinales y no cardinales (los períodos son segmentos, no puntos) y se debe remarcar que no existe el día "0" del mes, ni el año "0", ni el siglo "cero" (siendo útil señalar que en inglés o francés los siglos se nombran siempre por números ordinales, aunque en castellano solo se suela hacer para los siglos primero al décimo);
- otros tipos de gráfico temporal, por ejemplo:

- con variaciones y rupturas de escala, o uso de la escala logarítmica (permiten comprimir la representación espacial del tiempo para representar hechos muy lejanos junto a otros más próximos entre sí),
- la línea enrollada en su tramo inicial o en la que se amplía su tramo final con efecto lupa (tienen similar efecto),
- la utilización de la esfera de un reloj (para lograr una comparación analógica del tiempo en el pasado remoto con el tiempo cotidiano de horas, minutos y segundos -es muy usado para representar la historia natural: la evolución humana o el tiempo geológico-);
- representación en eje de coordenadas en las que una de ellas marca la dimensión temporal (útil para series de precios y salarios, de dinámica demográica, de fenómenos físicos, o cualquier otra); tipos particulares dan lugar a gráficos especializados, como:

- el climograma (representa precipitaciones y temperaturas por meses a lo largo de un año);
- las pirámides de población, que representan los rasgos de la estructura de la población en pisos correspondientes a diferentes grupos de edad.

- cuadro sinóptico;
- mapa conceptual;

- los trabajos de investigación familiar mediante entrevistas de historia oral y árboles genealógicos, etc.